# Ângelo Cristóvão
José Ângelo Cristóvão Angueira é um empresário, psicólogo, articulista e sócio-linguista galego.

## Biografia
Ângelo Cristóvão nasceu no concelho galego de Padrón em 1965, sendo Licenciado em Psicologia pela Universidade de Santiago de Compostela em 1988, especializando-se em Psicologia Social.
Em 1987, sendo estudante, participa no III Congresso Espanhol de Psicologia Social (Valência), com a comunicação: “Uma escala de atitudes perante o uso da língua”, resultado de um projecto de investigação desenvolvido na Facultade de Psicologia da Universidade de Santiago. Publicada posteriormente na revista Agália.
No mesmo ano de 1987 ajuda a constituir um grupo de investigação em sócio-linguística, sendo o seu secretário até 1990. Fruto deste trabalho são diversos artigos publicados em revistas e congressos internacionais. Em 1990 publica na revista Noves de Sociolinguística (Barcelona, Institut de Sociolinguística Catalana, da Generalitat de Catalunha) uma “Bibliografia de sociolinguística lusófona”, posteriormente editada também em Braga na revista lusófona Temas do Ensino de Linguística e Sociolinguística.
Actualmente exerce a função de secretário da Associação de Amizade Galiza-Portugal, presidida pelo Professor Doutor Xavier Vilhar Trilho, da Universidade de Santiago de Compostela. É também membro de outras associações culturais como as Irmandades da Fala da Galiza e Portugal, com sedes em Viana do Castelo e Pontevedra.
Também impulsionou a criação da Associação Pró-Academia Galega da Língua Portuguesa, que deu como resultado a constitiução em 2008 da Academia Galega da Língua Portuguesa (AGLP), de cuja Comissão Executiva forma parte.
É também empresário, além de articulista em diferentes jornais galegos e portugueses.